# Victor-Eugène Bours
Pour les articles homonymes, voir Bours.
Victor-Eugène Bours (né le 14 juin 1848 à Reims et mort le 17 mai 1922 à Bar-sur-Aube) est un auteur de pièces de théâtre de boulevard.

## Premières années et carrière militaire
Il débuta tout d’abord en province dans la banque, fut également Clerc de Notaire à Troyes, puis vint à Paris, vers 1866. En dehors de ses occupations bureaucratiques, il se lia avec la jeunesse de Montmartre et s’adonna à des travaux littéraires. Le théâtre eut particulièrement ses préférences. Sa première pièce en un acte allait être jouée au théâtre des « Jeunes artistes », lorsque la conscription l’appela sous les drapeaux.
Il participa à la guerre de 1870 contre l’Allemagne et fut fait prisonnier à Metz, à la reddition de cette place par le maréchal Bazaine. Il fut interné dans une enceinte fortifiée, à Neisse en Silésie. Durant sa captivité, du 29 octobre 1870 au 11 juin 1871, il fit la connaissance du fils de Hyacinthe, le comique du Palais-Royal, alors sergent dans les chasseurs de la garde. Ce fut donc le fils du comédien, aidé de deux ou trois prix de comédie du Conservatoire, qui interpréta la première œuvre de notre auteur, sur une scène improvisée dans un baraquement accordé par le commandant du fort, sollicité par ses officiers alléchés par cette distraction inattendue. Un dessinateur fit les programmes, un peintre décorateur brossa les décors nécessaires à la pièce sur des toiles de tentes militaires. Victor-Eugène Bours remporta un succès très vif auprès des trois mille soldats internés avec lui. Il profita encore de sa captivité pour composer une pièce en quatre actes ayant pour titre Les Honnêtes Gens, critique violente des mœurs de l’empire écroulé et qu’il rapporta à son retour en France.
De nouveau incorporé en 1871, au 23e régiment d'infanterie à Soissons, il est nommé sergent-major dans la compagnie d’un capitaine bonapartiste. Victor-Eugène Bours ne put cacher sa comédie à la curiosité de son supérieur et quelques mois plus tard, sa libération du service militaire mit heureusement fin à une guerre déclarée avec son capitaine.

## Carrière théâtrale
Rentré dans sa ville natale, il était comptable mais poursuivit ses essais au théâtre. En 1875, année de son mariage à Reims avec Julie Laplace, il donna son premier grand drame, Le Siège de Reims, qui reçut un chaleureux accueil de ses concitoyens. Cette heureuse tentative le décida à retourner à Paris. Il y subit alors le calvaire réservé aux personnes sans appui ni fortune. Toutes ses pièces présentées aux directions de drame et de comédie furent repoussées, voire pas lues.
Il entra alors comme commis au ministère de la guerre. Il y fit une heureuse rencontre en la personne d’un sous-chef de bureau, chansonnier à ses heures et grand ami des directeurs des théâtres de Belleville et du Montparnasse. Il leur présenta Victor-Eugène Bours et alors, successivement, furent représentées avec bonheur :
- La Nuit de Noël, drame populaire en 5 actes en 7 tableaux, avec Édouard Doyen. Paris, Théâtre de Belleville, 14 octobre 1883.
- La Petite Patriote, drame en 5 actes et 6 tableaux, avec Édouard Doyen, musique nouvelle de M. Victor Bovery. Paris, Théâtre Montparnasse, 12 octobre 1889.
- Le Briseur de chaînes, drame (étude sociale) en 5 actes et 6 tableaux, avec Édouard Doyen. Paris, Théâtre Montparnasse, 16 décembre 1893.
- Le Bouton de Brioux, bouffonnerie en un acte.
- La Mort de César, bouffonnerie en un acte.

Ces deux dernières pièces firent la joie des cafés-concerts pendant des années.
En revanche, Tête rouge, drame historique en 5 actes et 7 tableaux, avec G. Sauger et Victor Boris, mettant en scène un des épisodes des guerres de religion sous Charles IX, ne fut sans doute jamais joué, à la suite de la déconfiture des directions de Beaumarchais et du Château-d'Eau.
Victor-Eugène Bours écrivit également :
- L'Inceste, drame en un acte, publié par La Cravache parisienne
- Contes militaires, série publiée par le journal L'Ami de la maison.

Officier d'académie en 1885, officier de l’Instruction publique en 1892, Victor-Eugène Bours fut décoré de la légion d’honneur le 16 août 1907.
À la suite du décès de sa femme, Victor-Eugène Bours se remaria le 4 septembre 1897, Paris XVIIe, avec Marie Adélaïde Jolly. Ce mariage fut dissous par jugement de divorce le 26 novembre 1920 par le tribunal civil de Bar-sur-Aube. 
Il meurt à Bar-sur-Aube le 17 mai 1922.